# Mathurin Méheut
Mathurin Méheut (Lamballe, 21 maggio 1882 – Parigi, 22 febbraio 1958) è stato un pittore, disegnatore, illustratore, decoratore, scultore, ceramista e disegnatore di gioielli francese, tra i primi esponenti dell'Art Nouveau.
È ricordato in particolar modo come pittore al servizio della Marina francese e con i suoi dipinti decorò, tra l'altro, gli interni di 27 navi da crociera; collaborò inoltre con scrittori quali Maurice Genevoix, Colette, Pierre Loti e Roger Vercel, illustrando le loro opere e per trent'anni con la fabbrica Henriot, produttrice della celebre maiolica di Quimper. I suoi soggetti preferiti erano soprattutto i paesaggi e gli abitanti della sua terra d'origine, la Bretagna.

## Biografia
Mathurin Méheut nacque a Lamballe, in Bretagna, il 21 maggio 1882.
Dopo essere stato allievo di un pittore locale, nel 1897 si iscrisse alla Scuola di Belle Arti di Rennes e, nel 1902, alla Scuola di Arti Decorative di Parigi.
Dopo un soggiorno a Roscoff, iniziò la propria carriera artistica nel 1911 collaborando, a partire dal con la stazione di biologia marina della cittadina bretene. Durante la sua permanenza presso la stazione di biologia marina di Roscoff, durata due anni, iniziò a riprodurre i pesci, i crostacei e le alghe che venivano raccolte dai biologi: questo lavoro portò alla realizzazione dell'opera illustrata L'étude de la mer, flore et faune de la Manche et de l'Océan.
Inoltre, dal 1912 al 1913, insegnò presso la prestigiosa École Boulle.
In seguito, Méheut fu scelto come beneficiario di una borsa di studio finanziata dalla fondazione creata dal banchiere e mecenate Albert Kahn, che portò il pittore in un viaggio intorno al mondo assieme alla moglie Marguérite. Il viaggio lo portò, tra l'altro, nel Pacifico e in Giappone: fu proprio nel Paese del sol levante che Méheut iniziò a firmare le sue opere con le lettere "MM".
Méheut dovette però interrompere il suo viaggio nel 1914, a causa dello scoppio della prima guerra mondiale e della conseguente chiamata alle armi: durante la guerra, fu nominato topografo e cartografo per le Forze Armate.
Terminato il conflitto, soggiornò in Bassa Bretagna, in particolar modo a Saint-Guénolé, oltre che a Camaret-sur-Mer e sull'isola di Sein: durante la sua permanenza i Bassa Bretagna, i suoi soggetti preferiti furono i lavori nei campi, gli aritgiani, i pescatori, le feste e i pardon.
Inoltre, tra il 1919 e il 1928, tornò ad insegnare presso l'École Boulle.
Negli anni venti Méheut raggiunse il culmine della propria carriera Inoltre, dal 1912 al 1913, insegnò presso la prestigiosa École Boulle. e le sue opere furono esposte non solo in Francia, ma anche negli Stati Uniti, segnatamente a San Francisco.
In seguito, divenne insegnante presso la Scuola di Belle Arti di Rennes. Tra i suoi allievi, annoverò future celebrità quali Joseph Archepel, Jeanne Baglin, Frédéric Back, Geoffroy Dauvergne, Roland Guillaumel, ecc.
Quindi iniziò una collaborazione trentennale con la celebre fabbrica di maiolica di Quimper, la Henriot, di cui fu nominato direttore artistico.
Nel 1937 fu quindi incaricato di decorare il padiglione della Bretagna all'Esposizione universale dell'arte e della tecnica.
In seguito, durante la seconda guerra mondiale, fu incaricato di realizzare gli affreschi per l'Istituto di Geologia di Rennes.
Dopo la seconda guerra mondiale, divenne pittore per la Marina francese.
Morì a Parigi il 22 febbraio 1958, all'età di 75 anni.

## Opere (lista parziale)

### Dipinti
- L'été, le Pardon de l'Île de Batz (1913 ca.)
- Ramasseur de sel à Guérande (1928 ca.)
- Le Cactus (1930 ca.)
- La récolte du goémon (1939)
- Vingt cinq toiles (1941)
- Clemenceau visitant une tranchée, (1955 ca.)
- Bords de Seine vue de Notre-Dame de Paris depuis le restaurant La Tour d'Argent,

### Disegni
- Vue de Lamballe (1913)
- L'Île de Sieck par gros temps (1913)
- Nord d'Arras, 5 juillet 1915 (1915)
- La Procession de Locronan (1929)
- Pardon Notre-Dame de la Joie (1925)
- Le cactus (1929)
- Goëlette à quai, Saint Goustan (1936)
- Location de périssoire à Cassis (1938)
- Marin au casier, hameau des Roches
- Étude d'escargots

## Museo
A Mathurin Méheut è dedicato un museo a Place du Martray a Lamballe, il Museo Mathurin Méheut